# Friedrich Bürger

Friedrich Bürger

Friedrich Bürger, auch Fritz Bürger, Pseudonym Hans-Michel Oberdorfer (* 20. Januar 1899 in Warnsdorf, Österreich-Ungarn; † 23. Oktober 1972 in Neuendettelsau, Mittelfranken) war ein deutscher Politiker (NSDAP) und SA-Standartenführer.

## Leben und Wirken
Nach dem Besuch der Volksschule und der Bürgerschule besuchte Bürger die Fachschule für Textilindustrie. Während des Ersten Weltkrieges meldete sich Bürger 1916 als Kriegsfreiwilliger zur k.u.k. Armee und war an der Italienfront sowie Ostfront eingesetzt. Nachdem er in russische Kriegsgefangenschaft geraten war, konnte er flüchten. Nach Kriegsende nahm er bis Sommer 1919 an Aktionen des Freikorps Faupel teil und entzog sich so dem tschechoslowakischen Militärdienst. Nach einer Amnestie kehrte er in die Tschechoslowakei zurück.
Bürger absolvierte in Linz in Österreich eine Turnlehrerausbildung und nahm Kurse für Volkstumspflege und ländliche Wohlfahrtspflege. Anschließend war Bürger bis 1924 als Turnlehrer und Heimleiter in Leitmeritz tätig und unterrichtete danach bis 1933 an der von seinem Bruder Erhard G. Bürger begründeten Bauernschule in Groß-Ullersdorf Jungbauern.
Von Herbst 1933 bis 1938 war Bürger Leiter einer getarnten Kanzlei von Konrad Henlein in Berlin und wirkte als dessen Verbindungsmann in der Funktion der Abteilung »Sudetenland« des VDA-Bereichs »Außenbereich« im Volksbund für das Deutschtum im Ausland. Er war seit 1935 Mitglied der Hauptleitung der Sudetendeutschen Partei (SdP). Während der Sudetenkrise war Bürger ab dem 17. September 1938 Führer der Gruppe Niederdonau des Sudetendeutschen Freikorps. Im Oktober 1938 wurde Bürger als SA-Standartenführer mit der Aufstellung der SA-Brigade Nordmähren-Schlesien beauftragt. Ab Dezember 1938 war Bürger Adjutant von Gauleiter Henlein. Zum 1. November 1938 trat er der NSDAP bei (Mitgliedsnummer 6.600.832). Vom 4. Dezember 1938 bis 1945 war Bürger Mitglied des nationalsozialistischen Reichstags. Von Februar 1939 bis 1940 war er Gauorganisationleiter der NSDAP und von September 1940 bis Kriegsende Kreisleiter der NSDAP in Rumburg. Während des Zweiten Weltkrieges meldete er sich freiwillig zur Wehrmacht.
Nach Kriegsende lebte er von 1945 bis 1955 als Walter Schmidt in der Sowjetischen Besatzungszone beziehungsweise DDR, wo er im Gebiet der Magdeburger Börde als Landarbeiter im Zuckerrübenanbau arbeitete. Er zog 1955 in die Bundesrepublik, wo er in Gemünden am Main seinen Wohnsitz nahm. Bürger betätigte sich als Autor, zuletzt unter dem Pseudonym Hans-Michel Oberdorfer. Er wurde 1957 mit dem Sudetendeutschen Förderpreis ausgezeichnet. Er gab als Zeitzeuge Auskunft.

## Schriften
- Verlebendigte Trachten, Dt.-mähr. Heimat, Brünn 1930 (Mährisch-schlesische Heimathefte, Nr. 4)
- Vom Pfluge in die Fremdenlegion: Das abenteuerliche Erlebnis eines deutschen Bauernsohnes, Nacherzählung, Landständische Buch- und Verl. Anst., Brünn um 1932
- Grundstockverzeichnis für die ländliche Gemeindebücherei : Im Auftr. d. Landständischen Buch- u. Verlagsanst. Brünn, Brünn 1932
- Fröhlicher Heimabend : Spielhandbuch f. d. dt. Jungvolk, Verl. Ackerbotschaft, Braunau i. B. 1938
- Konrad der Mährer: Dichtung u. Wahrheit aus d. Altvaterbergen, Verl. "Das Bergland-Buch", Salzburg/Stuttgart 1955 (als Hans-Michel Oberdorfer)